# Con Monti por Italia
Con Monti por Italia (Con Monti per l'Italia) es una coalición política italiana de centro creada para las elecciones generales de 2013. en apoyo a la candidatura de Mario Monti a primer ministro y sus plan de reformas.

## Historia
La coalición se puso en marcha en diciembre de 2012 durante el último mes del gobierno de Mario Monti. Está compuesta por:
- Elección Cívica (SC), dirigida por Mario Monti;
- Unión de Centro (UdC), liderada por Pier Ferdinando Casini;
- Futuro y Libertad (FLI), liderado por Gianfranco Fini.

Mientras que la UdC y FLI eran partidos ya existentes, SC fue creada expresamente para las elecciones por Monti. Su núcleo está formado por Hacia la Tercera República (VTR), una agrupación centrista creada en noviembre de 2012 por la fusión de Italia Futura de Luca Cordero di Montezemolo y otras asociaciones como Hacia el Norte (VN), Unión por el Trentino, Reformadores Sardos o el Partido Liberal Italiano, junto con personalidades como Andrea Riccardi, Andrea Olivero o Luigi Marino.
Por otra parte, algunos miembros tanto del Partido Democrático (PD) como del Pueblo de la Libertad (PdL) han anunciado su apoyo a la coalición Monti, como Franco Frattini, Mario Mauro o Pietro Ichino.
Junto a Riccardi, también colaboran los ministros tecnócratas del gobierno saliente Renato Balduzzi, Francesco Profumo, Mario Catania, Antonio Catricalà y Enzo Moavero Milanesi; sólo Corrado Passera ha expresado abiertamente su desacuerdo con la estructura de la coalición y la agenda de Monti.
Debido a las particularidades de la ley electoral italiana, la coalición funcionará como una alianza en la Cámara de Diputados de las listas de los tres partidos integrantes: SC, UDC y FLI. De cara al Senado sí presenta una lista única. Monti ha elegido hombre de negocios Enrico Bondi para que la selección de los candidatos de la coalición; según la ley italiana, el líder de una coalición electoral es responsable de presentar los nombres de los la formación de los candidatos. Monti, como economista independiente, presenta la agrupación como un movimiento civil y rechaza las nociones tradicionales de la izquierda , derecha o centro políticos.